# Shades of Purple
| Đánh giá chuyên môn  | Đánh giá chuyên môn |
| Nguồn đánh giá       | Nguồn đánh giá      |
| Nguồn                | Đánh giá            |
| -------------------- | ------------------- |
| AllMusic             | [ 1 ]               |
| Entertainment Weekly | B                   |
| Rolling Stone        | [ 3 ]               |

Shades of Purple là album đầu tay từ bộ đôi nhạc pop đến từ Na Uy M2M. Album phát hành vào ngày 7 tháng 3 năm 2000 tại Mỹ, lọt vào bảng xếp hạng Billboard 200 ở vị trí 89. Nó cũng đạt được thành công đặc biệt ở Đông Nam Á và bán được trên 1,5 triệu bản trên toàn thế giới tính đến tháng 1 năm 2002.
6 đĩa đơn từ album đã được phát hành: "Don't Say You Love Me", "Mirror Mirror", "The Day You Went Away", "Pretty Boy", "Girl In Your Dreams" và "Everything You Do". Cà 6 bài hát đã có mặt trong album tuyển tập sau đó của họ, The Day You Went Away: The Best of M2M.

## Thông tin
Album được thu âm ở Luân Đôn, Thụy Điển và New York, lúc đó Raven 14 tuổi và Larsen 15 tuổi. Raven và Larsen đồng sáng tác hầu hết các bài hát trong album. "Girl in Your Dreams" là bài hát đầu tiên mà Raven sáng tác, năm cô 13 tuổi. Bộ đôi đã sáng tác 30 bài hát để chuẩn bị cho album; 16 trong số đó đã được thu âm, và 13 đã có mặt trong phiên bản phát hành ở Mỹ của album. Một trong số những bài hát không được phát hành, "The Feeling is Gone", đã được phát hành làm đĩa mặt B của đĩa đơn "Don't Say You Love Me", phiên bản ở châu Âu và Nhật Bản; ngoài ra nó cũng xuất hiện trong album phiên bản tại Úc.
Bài hát "Our Song" đã sử dụng phần điệp khúc trong đĩa đơn hit "Too Much Heaven" của Bee Gees làm điệp khúc riêng.
Album phát hành vào giữa tháng 2 năm 2000 ở châu Âu và châu Á, và ngày 7 tháng 3 năm 2000 tại Mỹ. Bắt đầu từ tháng 8 năm 1999, M2M đã lưu diễn và biểu diễn nhiều nơi ở Mỹ cũng như châu Á để quảng bá cho đĩa đơn mở đường "Don't Say You Love Me", trong đó có biểu diễn ở Walt Disney World tháng 2 năm 2000. Sau khi album được phát hành, nhóm tiếp tục được công chúng chú ý và đã được mời biểu diễn trong chương trình truyền hình nổi tiếng Top of the Pops vào tháng 3 năm 2000, thực hiện chuyến lưu diễn vòng quanh các trường trung học nước Mỹ và lưu diễn cùng Hanson vào tháng 9.

## Danh sách bài hát
| STT              | Nhan đề                     | Sáng tác                                                                                   | Thời lượng |
| ---------------- | --------------------------- | ------------------------------------------------------------------------------------------ | ---------- |
| 1.               | "Don't Say You Love Me"     | Jimmy Bralower, Marit Larsen, Marion Raven, Peter Zizzo                                    | 3:46       |
| 2.               | "The Day You Went Away"     | Larsen, Raven, Matt Rowe                                                                   | 3:43       |
| 3.               | "Girl in Your Dreams"       | Raven                                                                                      | 3:31       |
| 4.               | "Mirror Mirror"             | Dave Deviller, Sean Hosein, Pamela Sheyne                                                  | 3:21       |
| 5.               | "Pretty Boy"                | Bottolf Lødemel, Nora Skaug                                                                | 4:40       |
| 6.               | "Give a Little Love"        | Larsen, Raven, Rowe                                                                        | 3:59       |
| 7.               | "Everything You Do"         | Larsen, Shelly Peiken, Raven, Guy Roche                                                    | 4:02       |
| 8.               | "Don't Mess With My Love"   | Lars Aass, Larsen, Raven                                                                   | 3:44       |
| 9.               | "Dear Diary"                | Larsen, Raven, Sheyne, Greg Wells                                                          | 3:58       |
| 10.              | "Do You Know What You Want" | Full Force, Larsen, Raven                                                                  | 4:06       |
| 11.              | "Smiling Face"              | Larsen, Raven, Rowe                                                                        | 4:15       |
| 12.              | "Our Song"                  | Barry Gibb, Maurice Gibb, Robin Gibb, Robert Jazayeri, Larsen, Sean "Mystro" Mather, Raven | 3:54       |
| 13.              | "Why"                       | Larsen, Raven, Seger                                                                       | 4:20       |
| Tổng thời lượng: | Tổng thời lượng:            | Tổng thời lượng:                                                                           | 51:07      |

| Bản phát hành ở Úc và Nhật Bản | Bản phát hành ở Úc và Nhật Bản | Bản phát hành ở Úc và Nhật Bản | Bản phát hành ở Úc và Nhật Bản | Bản phát hành ở Úc và Nhật Bản |
| STT                            | Nhan đề                        | Sáng tác                       | Sản xuất                       | Thời lượng                     |
| ------------------------------ | ------------------------------ | ------------------------------ | ------------------------------ | ------------------------------ |
| 14.                            | "The Feeling Is Gone"          | Larsen Raven Rowe              | Rowe                           | 3:14                           |
| Tổng thời lượng:               | Tổng thời lượng:               | Tổng thời lượng:               | Tổng thời lượng:               | 54:21                          |

| Phiên bản tại Đông Nam Á | Phiên bản tại Đông Nam Á                | Phiên bản tại Đông Nam Á |
| STT                      | Nhan đề                                 | Thời lượng               |
| ------------------------ | --------------------------------------- | ------------------------ |
| 14.                      | "Don't Say You Love Me" (phiên bản mộc) | 3:25                     |
| 15.                      | "Mirror Mirror" (phiên bản mộc)         | 3:19                     |
| 16.                      | "Pretty Boy" (phiên bản mộc)            | 4:40                     |

## Xếp hạng
| Bảng xếp hạng (2000)   | Vị trí cao nhất |
| ---------------------- | --------------- |
| Album Úc (ARIA)        | 63              |
| Album Na Uy (VG-lista) | 7               |
| Billboard 200 Mỹ       | 89              |
| Top Heatseekers Mỹ     | 1               |